# Cecil Healy
Pour les articles homonymes, voir Healy (homonymie).
Cecil Healy (né le 28 novembre 1881 et mort le 29 août 1918) est un nageur australien.

## Biographie
Fils de Patrick Joseph Healy et de Annie Louisa Gallott, Cecil Healy est né à Sydney. Il passe une partie de son enfance à Bowral avant de revenir avec ses parents sur Sydney. Il est inscrit au East Sydney Swimming Club où il remporte ses premiers succès et où il côtoie d'autres champions comme Frederick Lane (champion olympique de natation aux JO de Paris en 1900). Il devient champion de Nouvelle Galles du Sud en 1904, champion d'Australasie en 1905 avant de s'attaquer au record du monde du 100m nage libre.
Cecil Healy nage le crawl, technique peu utilisée à l'époque. Il perfectionne cette technique et la diffuse lors des nombreuses compétitions auxquelles il participe (Angleterre, France, Allemagne, Italie...).

## Jeux olympiques
- Jeux olympiques de 1912 à Stockholm 
  -  Médaille d'or en relais 4 × 200m libre.
  -  Médaille d'argent sur 100 m libre.

## Sous-Lieutenant Cecil Healy
Cecil Healy s'engage en septembre 1915 dans les Forces Impériales Australiennes. Il embarque sur le Suffolk en novembre 1915 pour l'Égypte. Il est ensuite déployé en France en mars 1916. Il est ici affecté dans une base arrière du Havre jusqu'en décembre 1917, date à laquelle il obtient son transfert dans un camp d'entrainement pour officier à Cambridge en Angleterre. Le sergent quartier-maître devient alors sous-lieutenant. Il revient en France en juin 1918 où il est positionné sur Amiens avant de suivre l'avancée des troupes vers l'est de la Somme puis de prendre part aux combats. Il meurt le 29 août 1918 sur le territoire de Biaches près du bois de l’Épée. Il est d'abord enterré sur place avec ses frères d'armes : les soldats Cravino, Vaughan et Bentin avant d'être transféré vers le Assevillers New British Cemetery.